# La Magdeleine (Charente)
La Magdeleine é uma comuna francesa na região administrativa da Nova Aquitânia, no departamento de Charente. Estende-se por uma área de 6,68 km². Em 2010 a comuna tinha 119 habitantes (densidade: 17,8 hab./km²).